# Tuzi
Tuzi (cyr. Тузи) – miasto w Czarnogórze, siedziba gminy Tuzi. W 2011 roku liczyło 4857 mieszkańców.